# Noorderlicht (fotomanifestatie)
Noorderlicht is een internationaal platform dat sinds 1990 fotografie en beeldcultuur toegankelijk maakt voor een breed publiek. Het stimuleert dialoog en reflectie door ruimte te creëren voor inspirerende verbindingen die tot verandering aanzetten.
Naast de tweejaarlijkse Noorderlicht Biënnale, organiseert Noorderlicht tentoonstellingen in de eigen galerie en op gastlocaties, biedt het educatieve programma's aan en beheert het een eigen uitgeverij en printlab. De Noorderlicht Biënnale vindt plaats in de noordelijke provincies van Nederland en werd zelfs tot de beste vijf fotofestivals ter wereld gerekend.
Noorderlicht werd opgericht in 1989, en in 1990 vond het eerste festival plaats. Aanvankelijk was het een tweejaarlijks evenement in Groningen. Tussen 1999 en 2020 werd het festival jaarlijks gehouden, waarbij de locaties afwisselden tussen de provincies Groningen en Friesland. Vanaf 2021 is Noorderlicht een noordelijke biënnale die beide provincies omvat. Het vindt plaats in de oneven jaren, afgewisseld met BredaPhoto, dat in de even jaren wordt georganiseerd. 
Ton Broekhuis, medeoprichter van Noorderlicht, was directeur tot en met 2016. Hij werd opgevolgd door Kees van der Meiden. Sinds 1 mei 2024 wordt de functie bekleed door Roosje Klap. Wim Melis is hoofdcurator.  

## Overzicht van manifestaties
| Jaar | Plaats                          | Editie | Thema |
| ---- | ------------------------------- | ------ | --- |
| 1990 | Groningen                       | 1      | Noorderlicht I                                                                                                   |
| 1991 | Groningen                       | 2      | Noorderlicht II                                                                                                  |
| 1993 | Groningen                       | 3      | Home |
| 1995 | Groningen                       | 4      | Common Lives |
| 1997 | Groningen                       | 5      | De hof van Eden, verbeelding van de dynamische werkelijkheid                                                     |
| 1999 | Groningen                       | 6      | Wonderland, de grenzen van de documentairefotografie                                                             |
| 2000 | Leeuwarden                      | 7      | Africa Inside, fotografie uit Afrika                                                                             |
| 2001 | Groningen                       | 8      | Sense of space, de menselijke ervaring van ruimte                                                                |
| 2002 | Leeuwarden                      | 9      | Mundos Creados, fotografie uit Latijns-Amerika                                                                   |
| 2003 | Groningen                       | 10     | Global Detail, de gevolgen van globalisering                                                                     |
| 2004 | Leeuwarden                      | 11     | Nazar, fotografie uit de Arabische wereld                                                                        |
| 2005 | Groningen                       | 12     | Traces & Omens, over het verstrijken van de tijd                                                                 |
| 2006 | Leeuwarden                      | 13     | Another Asia, fotografie uit Zuid- en Zuidoost Azië                                                              |
| 2007 | Groningen                       | 14     | Act of faith, over geloof en conflict, extase en exces.                                                          |
| 2008 | Leeuwarden                      | 15     | Behind Walls, Oost-Europa voor 1989                                                                              |
| 2009 | Groningen                       | 16     | Human Conditions, Noorderlicht-curator Wim Melis en vijf gastcuratoren tonen hun persoonlijke visie op het thema |
| 2010 | Leeuwarden                      | 17     | Land, Country Life in the Urban Age, deel 1 van een tweeluik over de gevolgen van urbanisatie                    |
| 2011 | Groningen                       | 18     | Metropolis, City Life in the Urban Age, deel 2 van een tweeluik over de gevolgen van urbanisatie                 |
| 2012 | Leeuwarden                      | 19     | Terra Cognita, relatie tussen mens en natuur                                                                     |
| 2013 | Groningen                       | 20     | TWENTY, de twintigste editie viert de hedendaagse fotografie                                                     |
| 2014 | Heerenveen                      | 21     | An Ocean of Possibilities, de veerkracht van de mens in crisistijd                                               |
| 2015 | Groningen                       | 22     | Data Rush, over de spanning tussen vrijheid en controle in een virtuele wereld                                   |
| 2016 | Heerenveen                      | 23     | Arena, de zichtbare en onzichtbare sporen van de mens in het landschap                                           |
| 2017 | Groningen                       | 24     | Nucleus, over kunst en wetenschap                                                                                |
| 2018 | Heerenveen                      | 25     | In Vivo, de ambivalente relatie tussen mens en natuur                                                            |
| 2019 | Groningen                       | 26     | Taxed to the Max, de invloed van internationale ondernemingen op het dagelijkse leven                            |
| 2020 | Heerenveen en Groningen         | 27     | Generation Z, de denkwereld van de generatie, geboren na 1996                                                    |
| 2021 | Friesland, Groningen en Drenthe | 28     | The Makeable Mind, over de invloed van de hedendaagse beeldmakers op onze kijk op de wereld                      |
| 2023 | Friesland, Groningen en Drenthe | 29     | Regenerate, herstel en vernieuwing van menselijke en natuurlijke relaties                                        |
| 2025 | Friesland, Groningen en Drenthe | 30     | Machine Entanglements, relatie tussen technologie, ecologie en erfgoed                                           |